# El extraño (película)
El extraño, título original en francés L'Équipier, es una película francesa, dirigida por Philippe Lioret y estrenada en el año 2004.

## Argumento
Camille viaja a Ouessant, la isla donde nació, a vender la casa familiar. Pasa la última noche en blanco por culpa del descubrimiento de un secreto. En 1963, mientras su padre trabajaba de farero de La Jument, llegó un hombre que se asoció con él. Sólo se quedó dos meses, pero le bastaron para causar verdaderos estragos...

## Reparto
- Grégori Derangère: Antoine Cassenti
- Philippe Torreton: Yvon Le Guen
- Sandrine Bonnaire: Mabé Le Guen
- Emilie Dequenne: Brigitte
- Anne Consigny: Camille
- Martine Sarcey: Jeanne (anciana)
- Nathalie Besançon: Jeanne

## Producción
El rodaje se realizó en el Mar de Iroise, Ouessant, Faro de la Jument

## Premios y nominaciones
La película obtuvo tres nominaciones en los Premios César de 2005:
- mejor actor para Philippe Torreton,
- mejor actriz secundaria para Émilie Dequenne, y
- mejor música para el compositor Nicola Piovani,

pero no obtuvo ninguno de los tres premios.